# 1737 у науці
У 1737 році в науці й техніці відбулися такі важливі події.

## Астрономія
- 28 травня — затемнення планетою Венера Меркурія. Увечері цю подію спостерігав астроном-любитель Джон Бевіс із Королівської Грінвіцької обсерваторії в Англії.[1]

## Ботаніка
- 27 лютого — французькі вчені Анрі-Луї Дюамель дю Монсо та Жорж-Луї Леклерк де Бюффон публікують перше дослідження, яке пов’язує минулі погодні умови з дослідженням кілець дерев.[2]
- У Лондоні виходить книга Елізабет Блеквел «Цікаві трави» з її власними кольоровими ілюстраціями.[3]
- В Амстердамі виходить ілюстрована книга Йоганнеса Бурмана про рослини Цейлону - Thesaurus zeylanicus.

## Геологія
- Франческо Серао перша людина, яка використала слово «лава» щодо викинутої магми в короткому описі Історії виверження Везувію, яке відбулося між 14 травня та 4 червня.[4]
- 11 жовтня – землетрус у Колкаті (Індія), за різними даними, спричинив 300 000 смертей; зараз це під питанням, ймовірно це був циклон, жертви якого оцінюють у 3000.[5]
- 16 жовтня – на Камчатському півострові стався землетрус магнітудою 9,3.[6]

## Математика
- Розбіжність ряду обернених до простих чисел доведена Леонардом Ейлером.[7]

## Технології
- 30 червня Джон Гаррісон отримав нагороду за розв'язання задачі розрахунку географічної довготи і далі продовжив свою роботу над розробкою стабільного морського хронометра.[8]

## Нагороди
- Медаль Коплі: Джон Белчер.[9]

## Народились
- 4 січня — Луї-Бернар Гітон-Морво (помер 1816), французький хімік.
- 6 січня — Філібер Шабер (помер 1814), французький ветеринар.
- 24 липня — Олександр Далрімпл (помер 1808), шотландський географ і гідролог.
- 27 липня — Ерік Лаксман (помер 1796), російський натураліст шведського походження.
- 12 серпня — Антуан Пармантьє (помер 1813), французький фармацевт, агроном, дієтолог і гігієніст.
- 14 серпня — Чарльз Гаттон (помер 1823), британський математик.
- 9 вересня — Луїджі Гальвані (помер 1798), італійський фізик.[10]
- 30 вересня — Мортен Тране Брюнніх (помер 1827), данський мінералог і зоолог.
- 20 грудня — Томмазо Вальперга ді Калузо (помер 1815), італійський літератор, сходознавець і математик.

## Померли
- 1 січня — П'єр Антоніо Мікелі (нар. 1679), італійський міколог.
- 3 лютого — Томмазо Чева (нар. 1648), італійський єзуїт, математик і поет.
- 2 липня — Марі-Шарлотта де Ромілей де Ла Шеснале, французький математик.
- 29 грудня — Жозеф Сорен (нар. 1659), французький математик.